# Sainte-Barbe-sur-Gaillon

Sainte-Barbe-sur-Gaillon este o comună în departamentul Eure, Franța. În 1 ianuarie 2018 avea o populație de 322 de locuitori.